# Episodi di La fattoria dei giorni felici (terza stagione)
La terza stagione della serie televisiva La fattoria dei giorni felici è stata trasmessa in anteprima negli Stati Uniti d'America dalla CBS tra il 6 settembre 1967 e il 10 aprile 1968.
| nº | Titolo originale                                   | Titolo italiano       | Prima TV USA      | Prima TV Italia |
| -- | -------------------------------------------------- | --------------------- | ----------------- | --------------- |
| 1  | The Man for the Job                                |                       | 6 settembre 1967  |                 |
| 2  | Lisa's Jam Session                                 |                       | 13 settembre 1967 |                 |
| 3  | Love Comes to Arnold Ziffel                        |                       | 20 settembre 1967 |                 |
| 4  | Oliver vs. the Phone Company                       |                       | 27 settembre 1967 |                 |
| 5  | Oliver Takes Over the Phone Company                |                       | 4 ottobre 1967    |                 |
| 6  | A Kind Word for the President                      |                       | 11 ottobre 1967   |                 |
| 7  | Don't Count Your Tomatoes Before They're Picked    |                       | 18 ottobre 1967   |                 |
| 8  | Eb Elopes                                          |                       | 25 ottobre 1967   |                 |
| 9  | The Thing                                          |                       | 1º novembre 1967  |                 |
| 10 | Das Lumpen                                         |                       | 8 novembre 1967   |                 |
| 11 | Won't You Come Home, Arnold Ziffel?                |                       | 15 novembre 1967  |                 |
| 12 | Jealousy, English Style                            |                       | 22 novembre 1967  |                 |
| 13 | Haney's New Image                                  |                       | 29 novembre 1967  |                 |
| 14 | Alf and Ralph Break Up                             |                       | 13 dicembre 1967  |                 |
| 15 | No Trespassing                                     |                       | 20 dicembre 1967  |                 |
| 16 | Eb Returns                                         |                       | 27 dicembre 1967  |                 |
| 17 | Not Guilty                                         |                       | 3 gennaio 1968    |                 |
| 18 | Home Is Where You Run Away From                    |                       | 10 gennaio 1968   |                 |
| 19 | How to Succeed in Television Without Really Trying |                       | 24 gennaio 1968   |                 |
| 20 | Arnold, Boy Hero                                   |                       | 31 gennaio 1968   |                 |
| 21 | Flight to Nowhere                                  |                       | 7 febbraio 1968   |                 |
| 22 | My Mother, the Countess                            | Mia madre,la contessa | 14 febbraio 1968  |                 |
| 23 | The Spring Festival                                |                       | 21 febbraio 1968  |                 |
| 24 | Our Son, the Barber                                |                       | 28 febbraio 1968  |                 |
| 25 | Oliver's Jaded Past                                |                       | 6 marzo 1968      |                 |
| 26 | The Hungarian Curse                                |                       | 13 marzo 1968     |                 |
| 27 | The Rutabaga Story                                 |                       | 20 marzo 1968     |                 |
| 28 | Instant Family                                     |                       | 27 marzo 1968     |                 |
| 29 | A Star Named Arnold Is Born (Part 1)               |                       | 3 aprile 1968     |                 |
| 30 | A Star Named Arnold Is Born (Part 2)               |                       | 10 aprile 1968    |                 |